# Feletto
Feletto (Flèt in piemontese) è un comune italiano di 2 156 abitanti della città metropolitana di Torino in Piemonte.

## Origini del nome
Il toponimo dovrebbe derivare (secondo il Bertolotti) dal latino flere, che significa piangere, a causa delle numerose e violente piene dell'Orco. Oppure potrebbe derivare da Felices o Filictum, ossia "luogo pieno di felci".

## Storia
La prima notizia che si ha dell'esistenza di questo paese è dell'827, quando in un documento viene citato l'avvocato Ghisiberto di Feletto, difensore dei monaci della Novalesa. Il 26 ottobre 1019, Ottone Guglielmo, dei marchesi d'Ivrea, dona il paese all'abbazia di Fruttuaria di San Benigno Canavese come feudo pontificio soggetto alla Santa Sede. Nel 1459 sorgono liti tra Feletto e Rivarolo Canavese per ragioni di confine. Dopo 700 anni di indipendenza dal Ducato di Savoia nel 1741 il paese passa sotto il controllo dei futuri re d'Italia.
Durante la seconda guerra mondiale questo paese fu un centro molto importante della resistenza nel Basso Canavese. Per questo durante la guerra il paese fu incendiato dalle truppe nazi-fasciste, che uccisero almeno 21 felettesi durante i loro rastrellamenti.

### Simboli
Lo stemma e il gonfalone sono stati concessi con regio decreto del 10 maggio 1938.
Il gonfalone è un drappo di rosso.

### Onorificenze
Feletto è tra le città decorate al valor militare per la guerra di liberazione, insignita il 10 luglio 1984 della medaglia di bronzo al valor militare per i sacrifici delle sue popolazioni e per l'attività nella lotta partigiana durante la seconda guerra mondiale:

## Monumenti e luoghi d'interesse

### Architetture civili

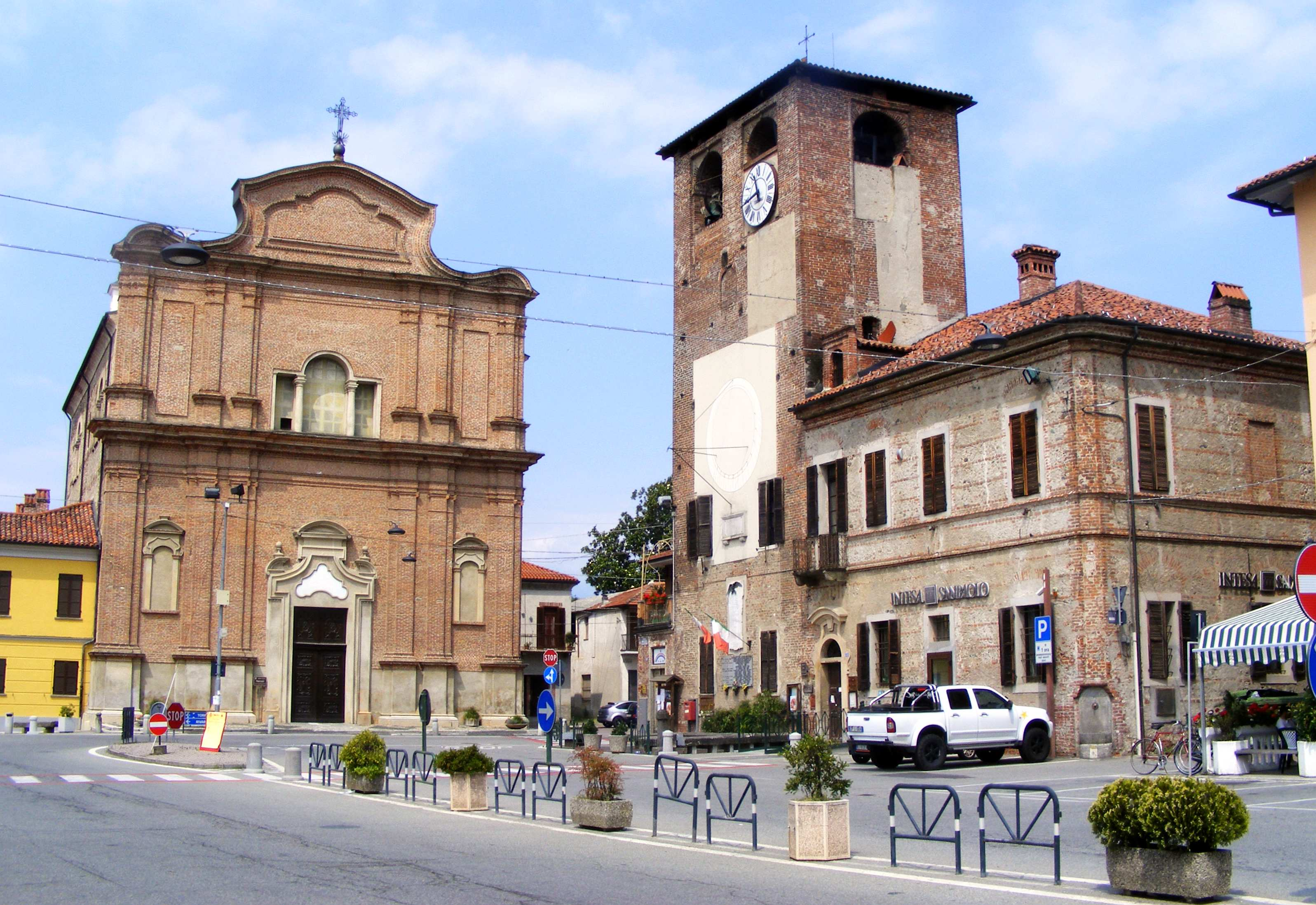
Il Torrione e la chiesa parrocchiale

- Il Torrione: sorge nelle vicinanze della chiesa parrocchiale. Si tratta forse di quanto resta dell'antico castello medioevale. Adattato prima a torre campanaria (funzione che mantiene tutt'oggi), dopo diventato sede del Municipio. Adesso ospita nelle sue sale la sede della Pro Loco felettese e una banca.
- Monumento ai caduti: sorge nelle vicinanze del cimitero, a ricordo di tutti i felettesi morti durante le due guerre mondiali.
- Ponte Rosso: rimasuglio di due archi di un vecchio ponte a cinque arcate, costruito in mattoni, che doveva unire Feletto con Lusigliè e gli altri paesi dell'altra riva dell'Orco. Si trova subito dopo il nuovo ponte della provinciale che unisce Feletto ad Agliè.
- Villa Serena: (oggi Casa della Divina Provvidenza) palazzo della fine del Settecento, fatto costruire dal medico Clemente Serena, costruito per ospitare Benedetto di Savoia duca del Chiablese mentre si dirigeva verso il castello di Agliè. Onore che non ebbe avuto a causa delle origini non nobili del medico Serena. Nel 1918 lo acquistò il teologo Francesco Faletti fondando la "Colonia Agricola per Sordomuti ed Anormali Affini", la prima istituzione del genere in Italia. Dopo sua la morte la costruzione è stata ereditata dalla "Piccola casa della Divina Provvidenza", che ancor oggi porta avanti l'opera caritatevole del teologo.
- Palazzo Fascio: sorge nella parte orientale della piazza Martiri felettesi, creando l'imbocco della via Chiala. Costruito probabilmente agli inizi dell'Ottocento dalla famiglia Fascio, diventa un asilo infantile nel 1908 e nel 1912 viene ampliato e reso efficiente dal contributo delle suore dell'Immacolata Concezione che lo terranno attivo fino al 1998. Dopo il 1998 ci son stati lunghi anni di decadenza dei locali e ora è in attesa di un adeguato restauro. All'interno del palazzo è da apprezzare il grande salone, che agli inizi del Novecento era adibito a cinema, e il lungo corridoio a vetrate che si affaccia sul cortile interno.

### Architetture religiose

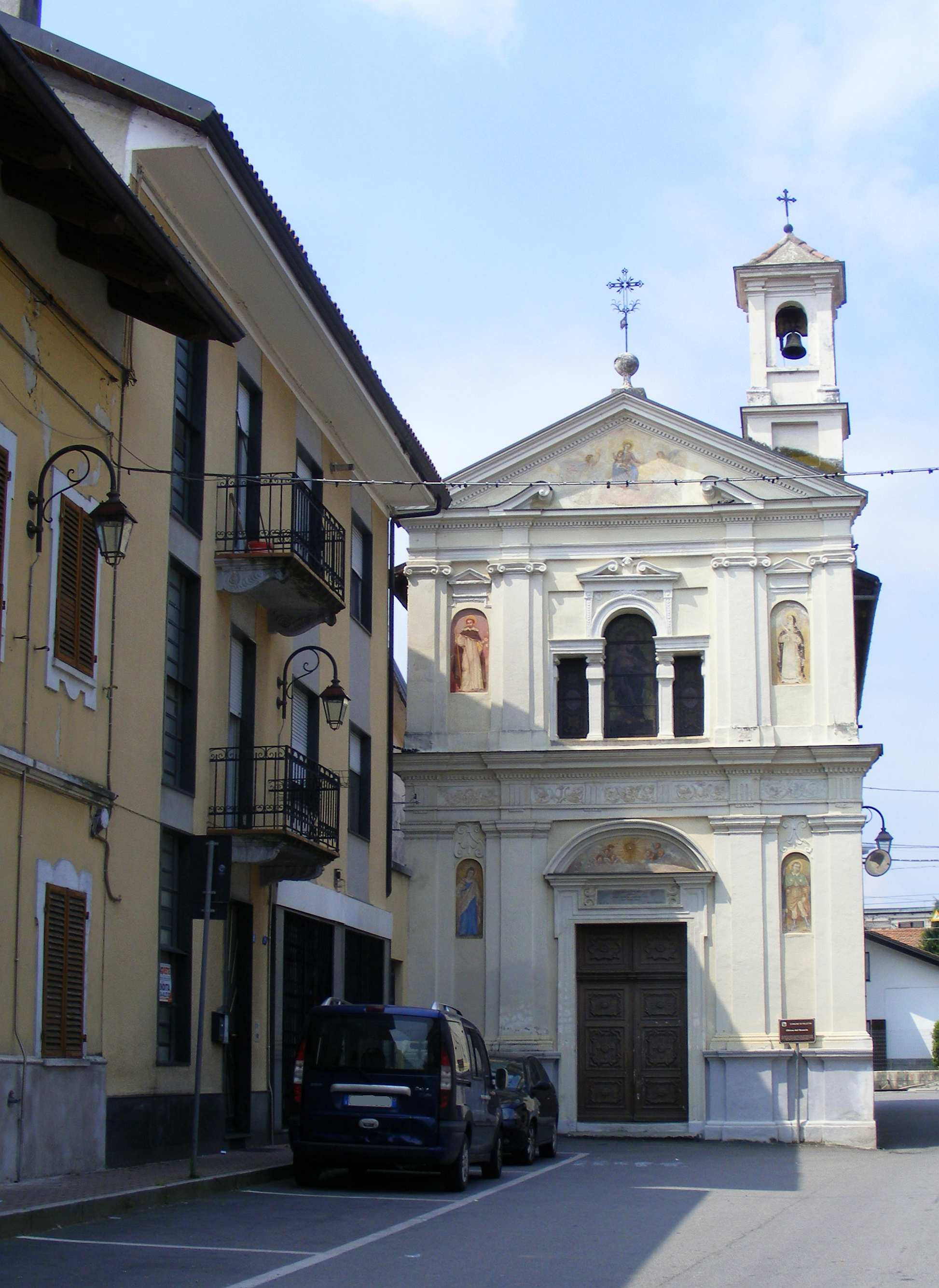
La chiesa del Rosario

- Chiesa di Santa Maria Assunta, ultimata nel 1706 in forme barocche; al suo interno sono conservate le spoglie di san Vittorio martire.
- Chiesa di San Pietro ed ex parrocchiale di Feletto: l'attuale chiesa risale ai primi del settecento, a navata unica, sul lato orientale sorge una cappella dedicata alla Madonna Salus Infirmorum. Questa chiesa è conosciuta in paese col nome di Madonna delle Grazie proprio a causa di questa sua cappella, fatta costruire nella prima metà dell'ottocento dal felettese don Giovanni Domenico Franzino e grande quasi quanto la navata principale della chiesa principale. All'interno della sacrestia si possono trovare ancor oggi quadretti votivi raffiguranti le grazie ricevute, i più antichi risalgono alla seconda metà dell'Ottocento. Il vecchio quadro raffigurante la Madonna Salus Infirmorum venne rubato parecchi anni fa e nel 2004, grazie all'impegno del gruppo Alpini di Feletto, nel posto rimasto vuoto venne riposto un dipinto raffigurante la Madonna delle Grazie col bambino. La facciata della chiesa è stata restaurata grazie all'impegno dei priori e grazie ad una serie di aiuti avuti da fondazioni. Oggi la chiesa madonna delle grazie la si può vedere "con i suoi veri colori" che l'hanno sempre contraddistinta dalle altre chiese. Essa è anche la chiesa attigua al cimitero e nella sua cripta sono sepolti alcuni parroci del paese e i fedeli che ne effettuano richiesta.[8]
- Chiesa della Madonna del Rosario: la chiesa è la più antica di Feletto ancora funzionante. Venne edificata nel 1631 alla fine dell'epidemia di peste del 1630, come voto fatto dalla popolazione. Per rendere indelebile nel tempo il motivo della sua edificazione venne posta una targa in latino che recita: «Lue soeviente, anno MDCXXXI populus inter multarum calamitatum spinas hac rosam posuit» (trad. "Mentre imperversa la peste nell'anno 1631 il popolo tra le spine di molte calamità ha posto questa rosa"). Tale scritta si può ancora scorgere sulla facciata. Questa chiesetta era stata posta poco al di fuori dell'abitato, tanto da venir chiamata "chiesa del vallino", ma col passare del tempo è stata inglobata nel centro del paese.
- Chiesa della Madonna del Carmelo: sontuoso santuario situato alle porte di Feletto, sulla strada per Agliè. In sobrio stile barocco venne iniziato tra il 1746 e il 1749 sulle rovine di una più antica cappella.

- Chiesa di Sant'Eusebio: visibile dalla ex Strada statale 460 di Ceresole si trova il rudere di un antico romitorio e di una ancor più antica chiesa già intitolata a questo santo. Nel medioevo le chiese per i Felettesi erano tre, e una di queste era proprio S. Eusebio. La zona in cui sorge era detta Isola. Forse già immersa nella selva Gerulfa, la quale ricopriva tutto il Basso Canavese di quei tempi, era situata lungo un'antica via che conduceva a Torino. Era perciò un luogo molto importante per il traffico che collegava la grande città o per lo meno buona parte dei centri del basso Canavese alle montagne della Valle dell'Orco e Soana, la prima molto importante perché collegava i paesi d'oltralpe con il Canavese. Vista l'importanza della strada altrettanto importante era la chiesetta, la quale nel 1176 passava dalle mani del vescovo eporediese Gaimaro a quelle della chiesa di Sant'Egidio di Verres e dei Santi Nicolao e Bernardo di Colonna di Giove situata nel Piccolo San Bernardo. Sono complicate le vicende per cui essa passò a Fruttuaria nel 1228, ma effettivamente ne ottenne l'acquisizione definitiva nel 1278. Dopo questi anni gloriosi la chiesa cadde in disuso e forse venne inghiottita di nuovo dalla foresta. Ma nel 1689, secondo il Bertolotti, il soldato tedesco Giovanni Rosamajor proveniente da Hiberlenga ristrutturò i locali e li adibì a romitorio per i pellegrini. Il nome e il paese d'origine di costui sono centro oggi di un'accurata ricerca da parte di un gruppo che si occupa del restauro e della conservazione di quest'importante chiesetta, i Cavalieri di S. Eusebio.[9]
- Cappella di Sant'Ignazio di Loyola: curiosa e antica cappella privata di forma ottagonale. Fu usata per molto tempo come camera mortuaria.
- Cappella di San Bernardo di Chiaravalle: antica chiesetta dall'ampio pronao, situata al di fuori del centro abitato. Si narra che fu costruita in luogo a un pilone commemorativo del passaggio del santo dalla strada di fronte per recarsi a Fruttuaria dalla Francia. Sconosciuta la data di edificazione, fu sconsacrata nel '900 per la presenza di costruzioni attaccate ad essa. Venne riconsacrata intorno agli anni 70 e da allora apre due giorni l'anno per funzioni religiose.
- Cappella di San Filippo Neri: importante e antica cappella situata nel centro di Feletto. Costruita nel seicento fu probabilmente chiesa privata di un vescovo di Anagni il quale possedeva il palazzo attorno. Facciata e cupola di singolare fattura in stile barocco.

### Luoghi d'interesse
Sono da notare la piazza Martiri Felettesi, in cui sorgono la chiesa parrocchiale e il Torrione, e le varie chiese sparse per il paese.

## Società

### Evoluzione demografica
Abitanti censiti

## Economia
Sul territorio comunale sono presenti numerose aziende agricole, qualche industria soprattutto metalmeccanica e un settore terziario particolarmente sviluppato. Sempre nel territorio comunale sono dislocati laghetti artificiali dedicati alla pesca sportiva.

## Infrastrutture e trasporti
La stazione di Feletto, posta lungo la ferrovia Canavesana, è servita dai treni che operano la cosiddetta linea 1 del servizio ferroviario metropolitano di Torino, operata da Trenitalia nell'ambito del contratto di servizio stipulato con la Regione Piemonte.
La località è servita da autolinee suburbane gestite da GTT.

## Amministrazione

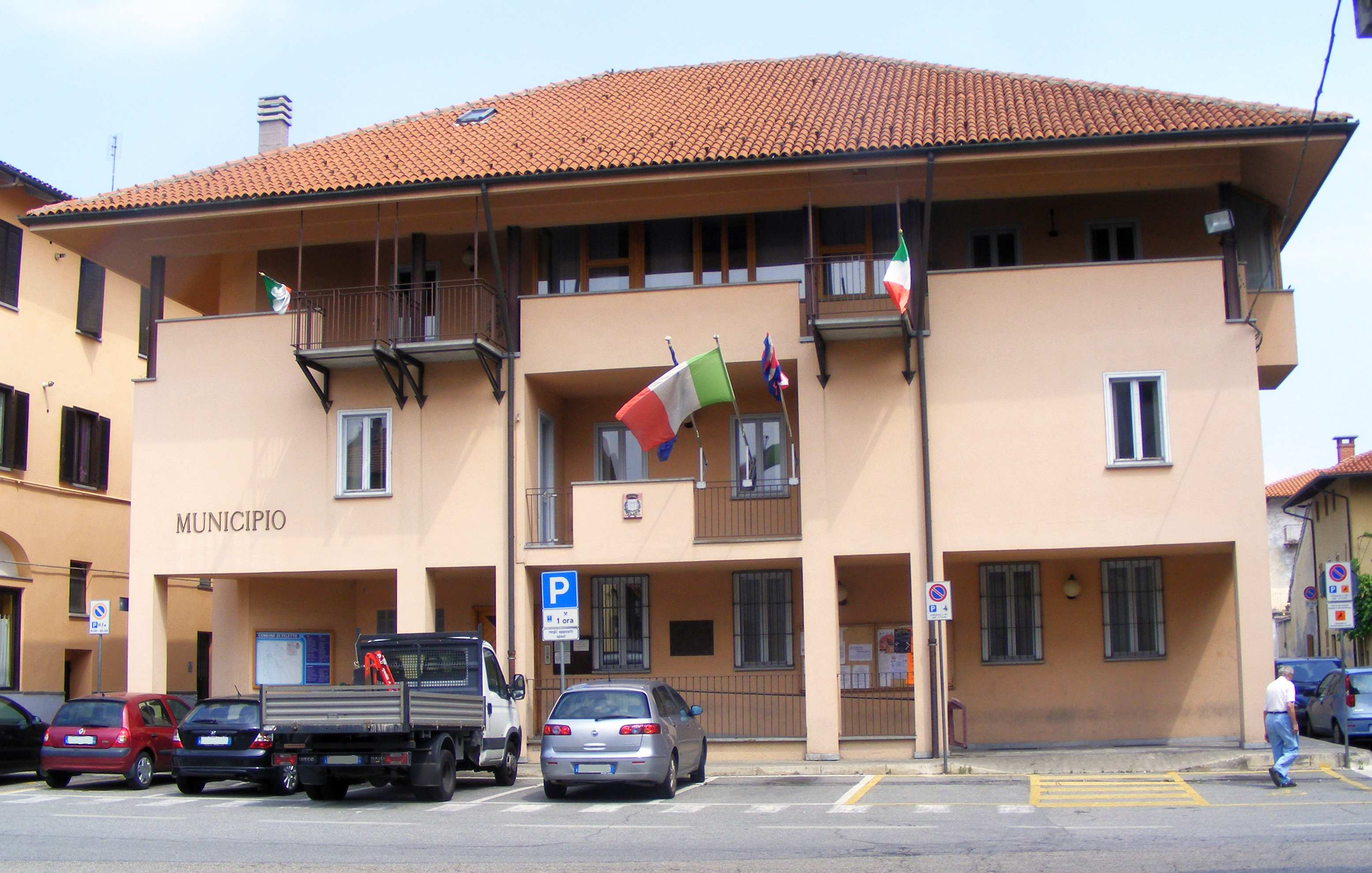
Il Municipio

| Periodo | Periodo   | Primo cittadino         | Partito      | Carica                  | Note |
| ------- | --------- | ----------------------- | ------------ | ----------------------- | ---- |
| 2007    | 2010      | Stefano Filiberto       | lista civica | Sindaco                 |      |
| 2010    | 2011      |                         | -            | Commissario prefettizio |      |
| 2011    | 2016      | Giovanni Audo Giannotti | lista civica | Sindaco                 |      |
| 2016    | 2021      | Stefano Filiberto       | lista civica | Sindaco                 |      |
| 2021    | in carica | Maria Cristina Ferrero  | lista civica | Sindaco                 |      |